# Vigla
La vigla (en grec medieval Βίγλα, 'vigilar', 'veure' del llatí vigilia), també coneguda com a aritmi (en grec: Ἀριθμός, 'nombre', 'unitat') va ser un dels tagmes o unitats militars d'elit de l'exèrcit romà d'Orient. Aquesta unitat es va crear a la segona meitat del segle viii i va existir fins a finals del segle xi. Juntament amb el regiment dels Númers (Νούμεροι númeri), la Vigla formava la guàrdia del Palau imperial de Constantinoble i era responsable de la seguretat de l'emperador durant les expedicions militars.

## Història i funcions
La Vigla va ser el tercer tagma que es va crear, i hi ha referències sobre el seu comandant per primera vegada l'any 791. Les paraules Vigla i aritmoi provenen de la terminologia de l'exèrcit romà del Baix Imperi. Vigilia s'aplicava des del segle iv a qualsevol destacament de la guàrdia. El terme aritmoi és la traducció grega de la paraula llatina numerii, i les dues paraules s'utilitzaven en el sentit genèric de «regiment». En fonts literàries, Vigla és més comú que aritmoi i també era el que s'utilitzava en els segells dels comandants de la unitat.
Els historiadors moderns de l'exèrcit romà d'Orient discuteixen sobre la data exacta de la creació d'aquesta unitat. El bizantinista John Haldon considera que la vigla va ser creada com a tagma per l'emperadriu Irene d'Atenes a la dècada del 780 a partir d'una brigada provincial. Però Warren Treadgold manté que la unitat va ser creada al mateix temps que els dos primers tagmes, els excubitores i les Escoles palatines, per l'emperador Constantí V Coprònim a mitjans del segle viii. Si la primera hipòtesi és correcta, la creació del regiment de la Vigla per part d'Irene d'Atenes es podria considerar com un intent de contrapesar la influència dels dos primers tagmes, que es mantenien lleials a l'iconoclàstia (destrucció de les imatges) i no seguien la política iconòdula (defensa de les imatges) d'Irene. Per altra banda, la unitat militar que va originar la Vigla seria molt més antiga. La presència de títols arcaics des del final de l'Imperi Romà per designar els seus oficials sembla indicar un origen anterior a les conquestes musulmanes del segle vii. La unitat era potser un Vexillatio de cavalleria que en temps de l'emperador Arcadi formaven un cos conegut com a comes arcadiacii (comtes o companys d'Arcadi), una guàrdia personal de l'emperador. Juntament amb la majoria dels altres tagmes, la Vigla va desaparèixer durant les dècades de crisi a finals del segle xi. L'última menció d'aquesta unitat data del 1094.
Tal com indica el seu nom, La Vigla tenia encomanades les missions de guàrdia, tant dins del palau imperial com als campaments durant les expedicions. A diferència dels altres tagmes de cavalleria que acampaven principalment fora de Constantinoble (a Tràcia i a Bitínia), la Vigla tenia una presència molt significativa a la ciutat imperial. La seva missió era guardar el Palau imperial, al costat dels tagmes d'infanteria molt menys prestigiosos, els Númers (que també eren responsable de custodiar les presons del Palau) i el «Regiment de les Muralles» (en grec Τειχισταί o τών Τειχέων teikhistai ton Teikheon) responsables de la defensa de les muralles de la ciutat. Durant les expedicions imperials, la Vigla i els seus comandants eren els responsables de la seguretat del campament de l'exèrcit, transmetien les ordres de l'emperador i custodiaven els presoners de guerra.

## Organització
Com passa en altres tagmata, la qüestió de la quantitat d'homes que formaven la unitat és controvertida. Warren Treadgold considera que la mida estàndard dels tagmata era de 4.000 homes cada un. Altres historiadors, sobretot John Haldon, defensen la idea de què en tenien molts menys, aproximadament 1.000 homes. L'estructura dels tagmes era semblant en tots i està ben documentada, només amb variacions menors sobre els noms dels comandaments, que reflectien els orígens diversos d'aquestes unitats.
Excepcionalment, cosa que potser reflecteix el seu origen, el comandant de la Vigla portava el títol de drungari (en grec δρουγγάριος τῆς βίγλας, droungarios tēs viglas) que s'assimila i es tradueix com a Drungari de la guàrdia. El primer personatge conegut que va portar el títol de Drungari de la vigla va ser el general Aleix Mosele el 791. Per la seva proximitat a l'emperador, el drungari era sovint un assessor de confiança, i un dels principals càrrecs de l'imperi. Al segle x, el càrrec va ser confiat a alguns dels més distingits descendents de l'aristocràcia militar romana d'Orient però des de la dècada del 1030 en endavant, el drungari era un funcionari civil amb responsabilitats judicials. Aquest càrrec, només amb responsabilitats civils, va continuar molt de temps després que fos dissolt que el regiment i va sobreviure fins al final de l'era dels Paleòlegs.
Sota la direcció del drungari, hi havia un o dos topoteretes (del grec τοποτηρητής, topoteretés, "tinent"), un cartulari (χαρτουλάριος [τοῦ ἀριθμοῦ] khartoulàrios) que era el cap del secretariat del drungue i l'acòlut (ἀκόλουθος akólouthos), un càrrec propi de la vigla però que correspondria a altres oficials subalterns similars: el pròxim (proximos), del tagma de les Escoles i el protomandatōr dels excubitores. La unitat es dividia en vint bandes (βάνδον, del llatí bandum "insígnia o bandera") que tenia teòricament 50 soldats cadascuna, comandades per un comes (κόμης [τοῦ ἀριθμοῦ], "comte dels aritmoi"). Cada un d'ells comandava cinc quentarques (κένταρχος kéntarkhos o "centurió").
Entre els rangs menors que hi havia a cada tagma, trobem dues classes d'oficials subalterns: els bandòfors (βανδοφόροι "bandoforoi", "portadors d'estendards") i els mandatores (μανδάτορες, "missatgers"). Cada tagma tenia quaranta bandòfors dividits en quatre grups de deu amb diferents títols per a cada unitat. A la Vigla, aquests títols tenen l'origen en els càrrecs clàssics de la cavalleria de l'exèrcit romà d'Orient dels segles V i VI. Hi havia els bandòforoi, els laburisioi (λαβουρίσιοι, una corrupció de "labarēsioi" o "portadors del làbarum"), els sēmeiophoroi (σημειοφόροι, "portadors d'una insígnia") i els dukiniatores (δουκινιάτορες, una nova corrupció del llatí ducenarii, terme militar del Baix Imperi Romà). La Vigla també es distingia per tenir diversos graus de missatgers. A més dels mandatores que es troben en altres unitats, tenia els legataris (λεγατάριοι, "legatarioi"), els tioros (θυρωροί "thioroi", "porters"), els escutaris (σκουτάριοι, "portadors d'escuts") i els "diatreconts" (διατρέχοντες, diatrekhontes, "corredors").